# Madison (Minnesota)
Madison ist eine Kleinstadt (mit dem Status „City“) und Verwaltungssitz des Lac qui Parle County im US-amerikanischen Bundesstaat Minnesota. Nach der Volkszählung 2020 hatte Madison 1518 Einwohner.

## Geografie
Madison liegt im Südwesten Minnesotas auf 45°00′35″ nördlicher Breite, 96°11′45″ westlicher Länge und erstreckt sich über 2,72 km². Innerhalb des Counties liegt es eher zentral, im Madison Township.
Orte in der Umgebung Madison sind Louisburg (18,8 km nördlich), Dawson (20,3 km südöstlich), Canby (36,7 km südlich), Marietta (18 km westlich), Nassau (24,2 km westnordwestlich) und Bellingham (16,9 km nordwestlich).
Die nächstgelegenen größeren Städte sind Minneapolis (250 km östlich), Minnesotas Hauptstadt Saint Paul (283 km in der gleichen Richtung), Rochester (376 km südöstlich), Sioux Falls in South Dakota (192 km südlich) und Fargo in North Dakota (230 km nördlich).

## Geschichte
Der Eisenbahnort Madison wurde im Oktober 1884 angelegt, als die Minneapolis and St. Louis Railroad eine Bahnstrecke durch den Bezirk baute. Der Name kommt vom gleichnamigen Township, das nach Madison in Wisconsin benannt ist. Die ersten Züge erreichten Madison noch im gleichen Jahr. Der Ort wuchs schnell, viele Menschen kamen aus Lac qui Parle Village, dem damaligen County Seat, nach Madison. Schon im Jahr 1885 sollen 600 Menschen in Madison gewohnt haben, ein Jahr später zog auch eine Zeitung aus Lac qui Parle hierher. Im gleichen Jahr gründete sich Madison als Gemeinde und bewarb sich, wie das nahe Dawson, als neuer Verwaltungssitz. Im Mai 1889 wurde der Sitz offiziell von Lac qui Parle nach Madison verlegt. 1895 wurde im Ort eine High School gegründet und 1899 das heutige Courthouse eingeweiht. Seit dem März 1902 ist Madison eine City, ein Jahr später wurde das Rathaus gebaut. Vier große Feuer verwüsteten in den folgenden Jahren die Innenstadt.
Seit 1960 schrumpft die Gemeinde. 1990 nahm die Lac qui Parle Valley High School, die zentral die Orte Madison, Milan, Appleton und Marietta versorgt und weit außerhalb der Stadt liegt, den Betrieb auf.

## Politik
Die Stadtvertretung von Madison ist nach dem Council-Manager-System organisiert, sowohl der Bürgermeister als auch die vier Ratsmitglieder werden für zwei bzw. vier Jahre direkt gewählt. Amtierender Bürgermeister (Stand 2021) ist Greg Thole.

## Kultur und Sehenswürdigkeiten

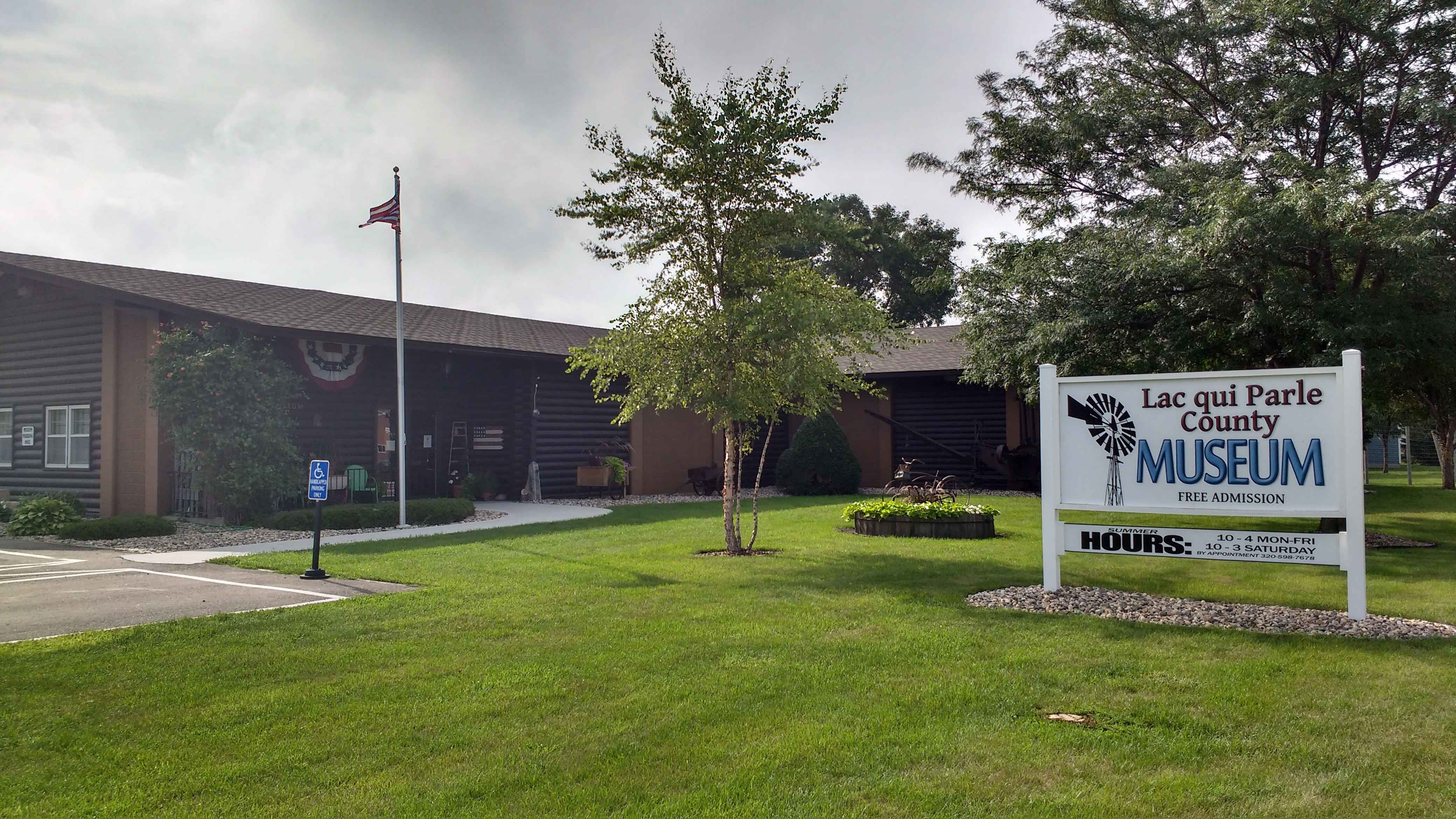
County-Museum in Madison, 2017

Das Lac qui Parle County Museum & History Center mit dem J.F. Jacobson Park befindet sich im Süden der Gemeinde. Der Museumskomplex besteht aus vier teils historischen Gebäuden, in denen die Geschichte des Counties erklärt wird.
Das Prairie Arts Center ist ein ehemaliges Kirchengebäude, das seit 1973 als Veranstaltungsraum für die lokale Theatergruppe und weitere Anlässe dient. Der in Madison geborene Schriftsteller Robert Bly (1926–2021) hielt hier gelegentlich Lesungen.
Seit 1886 findet die County Fair des Bezirks einmal jährlich in Madison statt.

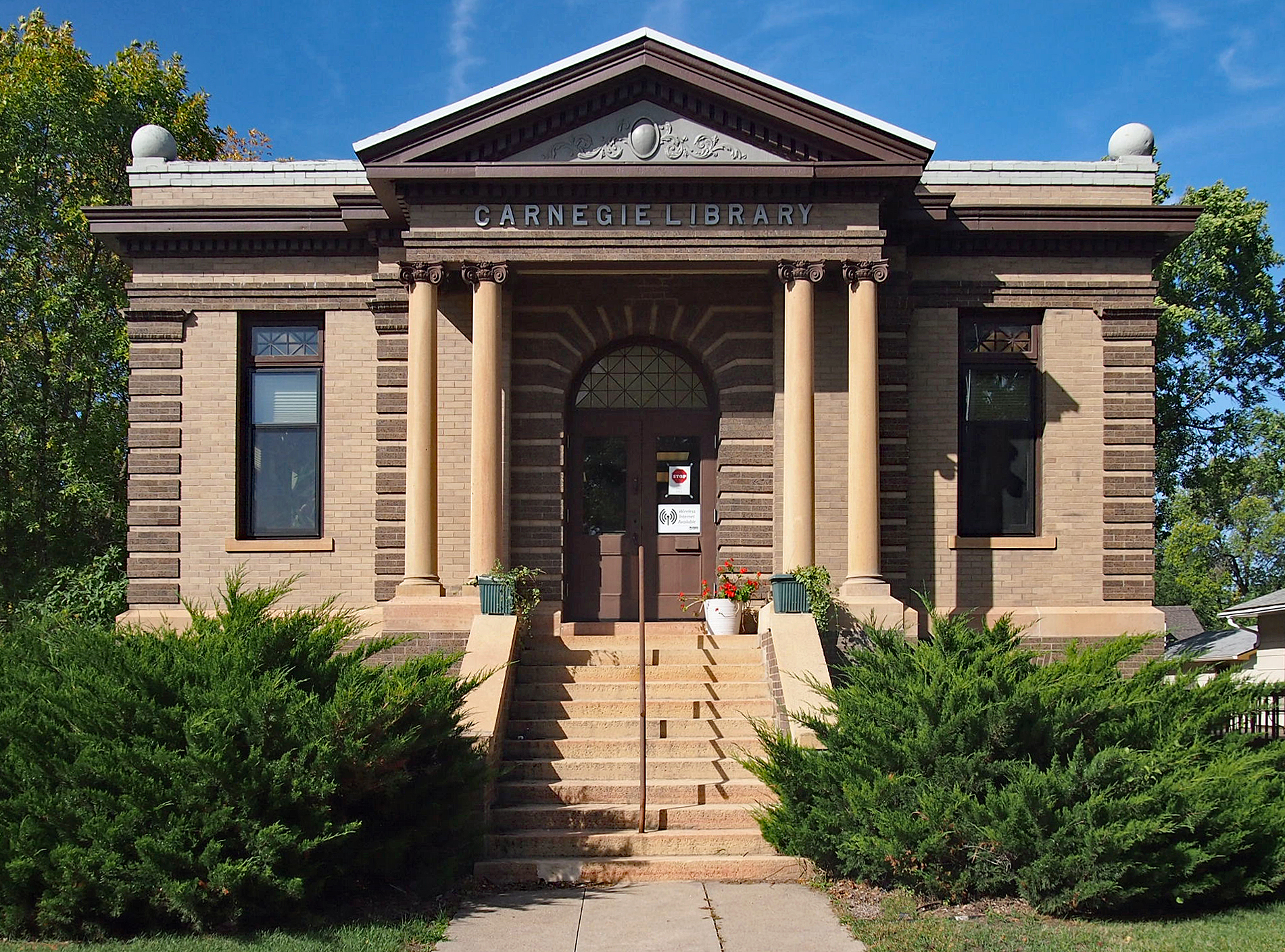
Madison Carnegie Library, 2013

Die örtliche Carnegie-Bibliothek (Madison Carnegie Public Library) wurde nach der Jahrhundertwende gebaut. Sie gehört zu den drei Gebäuden in Madison, die im National Register of Historic Places eingetragen sind:
- Lac qui Parle County Courthouse
- Madison City Hall
- Madison Carnegie Library

## Infrastruktur

### Öffentliche Einrichtungen
In Madison befindet sich die Madison-Marietta-Nassau Elementary School, eine der beiden Grundschulen des Schulbezirks. Sie wurde 1990 eröffnet.
Madison Healthcare betreibt einige Einrichtungen zur Gesundheitsversorgung in Madison.
In der Stadt gibt es mehrere öffentliche Parks und Sportplätze, ein Freibad und einen Country Club mit Golfplatz.

### Verkehr
Im Stadtgebiet von Madison treffen der U.S. Highway 75 und die Minnesota State Route 40 zusammen. Alle weiteren Straßen innerhalb von Madison sind untergeordnete Landstraßen, teilweise unbefestigte Fahrwege oder innerstädtische Verbindungsstraßen.
In Madison befindet sich der Endpunkt einer Nebenbahn aus Hanley Falls, die bis 1972 von der Chicago and North Western Railway weiter bis Watertown in South Dakota betrieben wurde. Das County setzte sich für den Erhalt der Strecke ein, die heute der BNSF Railway gehört.
Südlich der Stadt befindet sich der Lac Qui Parle County Airport, ein kleiner Regionalflugplatz, der gemeinsam von der Stadt und dem County betrieben wird. Der nächste Großflughafen ist der Minneapolis-Saint Paul International Airport (265 km östlich).
Der öffentliche Personenverkehr besteht aus einem On-Demand-Verkehr mit dem Namen Prairie Five Rides.

## Demografische Daten
Nach der Volkszählung im Jahr 2010 lebten in Madison 1551 Menschen in 736 Haushalten. Die Bevölkerungsdichte betrug 570,2 Einwohner pro Quadratkilometer. In den 736 Haushalten lebten statistisch je 1,99 Personen.
Ethnisch betrachtet setzte sich die Bevölkerung zusammen aus 96,6 Prozent Weißen, 0,1 Prozent Afroamerikanern, 0,6 Prozent amerikanischen Ureinwohnern, 0,9 Prozent Asiaten sowie 0,1 Prozent aus anderen ethnischen Gruppen; 1,6 Prozent stammten von zwei oder mehr Ethnien ab. Unabhängig von der ethnischen Zugehörigkeit waren 1,5 Prozent der Bevölkerung spanischer oder lateinamerikanischer Abstammung.
17,0 Prozent der Bevölkerung waren unter 18 Jahre alt, 47,3 Prozent waren zwischen 18 und 64 und 35,7 Prozent waren 65 Jahre oder älter. 54,0 Prozent der Bevölkerung war weiblich.

Das mittlere jährliche Einkommen eines Haushalts lag bei 41.136 USD. Das Pro-Kopf-Einkommen betrug 22.691 USD. 12,3 Prozent der Einwohner lebten unterhalb der Armutsgrenze.